# Флорещ
Флоре́щ (на румънски: Florești) е град в Молдова, административен център на Флорещки район. Разположен е на брега на река Реут. Към 2014 г. има население от около 15 500 души.

## История
Името на града произхожда от молдовската фамилия „Флоареа“, която произлиза от румънската дума за цвете – „floare“. За пръв път Флорещ е споменат в средата на 16 век. През 1946 г. получава статут на град. По времето на Молдовската ССР, градът претъпрява силно индустриално развитие.

## Икономика
Основните отрасли на града са хранително-вкусовата промишленост и стъкларството. Флорещ разполага и с жп гара.

## Население
Населението на града към 2014 г. възлиза на около 15 500 души.

### Етнически състав
Към 2004 г. етническият състав на Флорещ е: 80,42% молдовци, 10,12% украинци, 7,71% руснаци, 0,11% гагаузи, 0,17% българи, 0,11% поляци, 0,13% евреи, 0,42% цигани, 0,81% други.